# 张耀 (演员)
张耀（1997年4月29日—），男，辽宁省沈阳市人，中国演员。粉丝名「山药姑娘、山药弟弟」。2017年拍摄第一部剧《爱上邻家主厨》和青春校园剧《人不彪悍枉少年》。2020拍摄改编自小說《奶油味暗恋》的戲劇《全世界最好的你》和改编自同名小说《一寸相思》的戏剧《少年游之一寸相思》

。

## 经历
张耀1997年出生于沈阳，学生时期是学习金融专业，并无接触过演戏。
2017年10月，20岁的张耀与王莎莎主演了人生第一部戏《爱上邻家主厨》，张耀在剧中饰演能知晓他人五感的「周韦恩」。
12月时，张耀向青春校园剧《人不彪悍枉少年》投递试戏视频，剧组主创看了他的试戏视频之后，都觉得他像是剧本里走出来的李渔，于是很快就拍板定了。
2018年，《人不彪悍枉少年》在腾讯视频上映，张耀在剧中饰演杨夕的青梅竹马「李渔」。
4月，拍摄了微电影《再见》，导演在面试了许多演员后，决定让张耀来演俞亮一角，因为导演觉得张耀那双有些忧郁却又纯净的眼睛和身上那些别人不具备的可贵特质，就是他梦寐以求的俞亮。
8月16日，微电影《再见》在腾讯视频播出。
2019年1月11日，《少年游之一寸相思》在横店开拍。
9月19日，悬疑探案剧《破茧》开拍，张耀在剧中饰演毒理昆虫学研究生「谭景天」，协助警方侦破有关昆虫的案子。
9月16日，与曹煜辰、赵振宇、高诚一合作主演的女友视角恋爱剧《男友播放列表》播出。10月25日，电影少年的你在中国首映，张耀在里面饰演班里典型好学生「李想」。
2020年2月25日，张耀的第一部剧《爱上邻家主厨》在爱奇艺播出。
4月10日，搭档宋伊人主演的运动题材励志剧《全世界最好的你》在优酷播出。张耀凭借着傲娇自负的神射手「许放」一角获得了第四届网影盛典年度剧集潜力男演员奖。
6月8日，张耀初演的古装剧《少年游之一寸相思》在腾讯视频播出，张耀饰演的少年隐士「左卿辞」以江湖郎中的身份寻找遗失的朝廷重宝「山河图」。
9月28日，張耀等人名列「星辰大海青年演員優選計畫」的候選名單中，并在2020年中国金鸡百花电影节闭幕式暨第35届大众电影百花奖颁奖典礼上，与众青年演员献唱歌曲《记住这个画面》。
10月，出演现代爱情剧《鱼生知有你》（未播）。
11月3日，与楚月领衔主演的悬疑探案剧《破茧》于优酷播出。
12月15日，古装武侠剧《夜燕白》开机。（未播）
2021年4月11日，与万鹏二搭主演的古装言情剧《白玉思无瑕》在芒果TV播出，张耀在戏里饰演的是纨绔公子江白玉和高冷奇侠沈青鲤。
4月12日，由法医秦明系列小说《尸语者》改编的现代悬疑剧《法医秦明之读心者》开机（未播），张耀在里面饰演法医「秦明」。
6月21日，与肖雨、周也主演的《陪你到世界终结》在腾讯开播，张耀在剧里饰演高冷学霸「谢井原」。

## 影视作品

### 电视剧/网络剧
| 首播年度 | 電視劇                 | 角色          | 備註   |
| -------- | ---------------------- | ------------- | ------ |
| 2018年   | 《人不彪悍枉少年》     | 李渔          | 网络剧 |
| 2019年   | 《男友播放列表》       | 张耀          | 网络剧 |
| 2020年   | 《爱上邻家主厨》       | 周韦恩        | 网络剧 |
| 2020年   | 《全世界最好的你》     | 许放          |        |
| 2020年   | 《少年游之一寸相思》   | 左卿辞        |        |
| 2020年   | 《破茧》               | 谭景天        | 网络剧 |
| 2021年   | 《白玉思无瑕》         | 江白玉/沈青鲤 | 网络剧 |
| 2021年   | 《陪你到世界终结》     | 谢井原        | 网络剧 |
| 2022年   | 《法医秦明之读心者》   | 秦明          | 网络剧 |
| 2023年   | 《鱼生知有你》         | 虞生          | 网络剧 |
| 2023年   | 《与你十年，予我半生》 | 林亦诚        | 网络剧 |
| 2024年   | 《承欢记》             | 麦承早        |        |
| 2024年   | 《破茧(第二季)》       | 谭景天        | 网络剧 |
| 2024年   | 《墨雨云间》           | 薛昭          | 网络剧 |
| 2024年   | 《清明上河图密码》     | 趙墨兒        |        |
| 2025年   | 《再次人生》           | 安航/安予深   | 网络剧 |
| 2025年   | 《凡人修仙传》         | 齐云霄        | 网络剧 |
| 待播     | 《夜燕白》             | 白少情        | 网络剧 |
| 待播     | 《百花杀》             |               | 网络剧 |
| 待播     | 《良陈美锦》           | 纪尧          |        |
| 待播     | 《鳳凰台上》           | 蕭千清        |        |
| 待播     | 《疯狂的黑鱼》         |               | 网络剧 |

### 电影
| 首播年度 | 电影         | 角色 | 备注   |
| -------- | ------------ | ---- | ------ |
| 2018年   | 《再见》     | 俞亮 | 微电影 |
| 2019年   | 《少年的你》 | 李想 |        |
| 待上映   | 《新芙蓉镇》 | 赵明 |        |

## 外部连结
- 张耀Gala微博
- 张耀Gala Instagram
- 张耀豆瓣海外站Gala Zhang Fan Culb YouTube （页面存档备份，存于）